# Scleroplegma herculeum
Scleroplegma herculeum är en svampdjursart som beskrevs av Schmidt 1880. Scleroplegma herculeum ingår i släktet Scleroplegma och familjen Diapleuridae.
Artens utbredningsområde är Kuba. Inga underarter finns listade i Catalogue of Life.